# Adnan Bešić
Adnan Bešić, slovenski nogometaš, * 28. marec 1991, Postojna.
Bešić je slovenski profesionalni nogometaš, ki igra na položaju napadalca. Od leta 2024 je član avstrijskega SV Griffena. Pred tem je igral za slovenske klube Domžale, Olimpijo, Aluminij in Krko ter avstrijski SVG Bleiburg. Bil je tudi član slovenske reprezentance do 16, 17, 19 in 21 let. Skupno je v prvi slovenski ligi odigral 98 tekem in dosegel 13 golov.